# Епізодична пам'ять
Епізодична пам'ять - це пам'ять автобіографічних подій (Часу, місця, пов'язаних емоцій, та іншого контекстуального знання) які можуть бути явно виражені. Семантична та епізодична пам'ять відносяться до декларативної пам'яті, яка є однією з основних двох видів пам'яті. Протилежна до декларативної або явної пам'яті є неявна або процедурна пам'ять.
Сам термін "епізодична пам'ять" був запропонований психологом Енделом Тулвінгом у 1972 році. 

## Зноски
1. ↑  Tulving E (1984). Precis of Elements of Episodic Memory. Behavioural and Brain Sciences. 7: 223—68. doi:10.1017/S0140525X0004440X.